# Prosoponoides
Prosoponoides is een geslacht van spinnen uit de familie hangmatspinnen (Linyphiidae).

## Soorten
De volgende soorten zijn bij het geslacht ingedeeld:
- Prosoponoides hamatus Millidge & Russell-Smith, 1992
- Prosoponoides kaharianus Millidge & Russell-Smith, 1992
- Prosoponoides similis Millidge & Russell-Smith, 1992
- Prosoponoides sinensis (Chen, 1991)